# Laephotis
Laephotis là một chi động vật có vú trong họ Dơi muỗi. Chi này được Thomas miêu tả năm 1901. Loài điển hình của chi này là Laephotis wintoni Thomas, 1901.

## Các loài
Chi này gồm các loài:
- Laephotis angolensis
- Laephotis botswanae
- Laephotis capensis
- Laephotis kirinyaga
- Laephotis malagasyensis
- Laephotis matroka
- Laephotis namibensis
- Laephotis robertsi
- Laephotis stanleyi
- Laephotis wintoni

Vài loài trước đây được xếp vào chi Neoromicia, sau được chuyển về chi Laephotis.